# A Distant Thunder
A Distant Thunder è il terzo album della band heavy metal statunitense Helstar.

## Tracce
1. The King Is Dead – 4:02
2. Bitter End – 4:20
3. Abandon Ship – 6:55
4. Tyrannicide – 5:29
5. Scorcher – 5:49
6. Genius of Insanity – 5:01
7. The Whore of Babylon (Strumentale) – 2:32
8. Winds of War – 6:08
9. He's a Woman, She's a Man (Scorpions cover) – 2:53

## Formazione
- James Rivera – voce
- Larry Barragan – chitarra
- Andrè Corbin – chitarra
- Jerry Abarca – basso; piano (8)
- Frank Ferreira – batteria